# Made in USA (Pizzicato Five)
Made in USA è un album dei Pizzicato Five.
Edito nel 1994, è una compilation prodotta per il mercato statunitense di brani tratti dai lavori precedenti, distribuiti solo in Giappone.
È l'ultimo album a cui collabora K'taro Takanami, ed il primo per la vocalist Maki Nomiya, la più stabile, famosa e rappresentativa fra le cantanti che hanno fatto parte della band.

## Formazione
- Maki Nomiya
- Yasuharu Konishi
- K'taro Takanami

## Tracce
1. "I"
2. Sweet Soul Revue
3. Magic Carpet Ride
4. Readymade FM
5. Baby Love Child
6. Twiggy Twiggy (Twiggy Vs. James Bond)
7. This Year's Girl #2
8. I Wanna Be Like You
9. Go Go Dancer
10. Catchy
11. Peace Music